# Red Bull Racing RB19
Der Red Bull Racing RB19 ist der 19. von Red Bull Racing weiterentwickelte und für die Formel-1-Weltmeisterschaft 2023 konstruierte Formel-1-Rennwagen. Präsentiert wurde der neue Dienstwagen von Max Verstappen und Sergio Pérez am 3. Februar 2023 in Manhattan/New York.

## Technik und Entwicklung
Wie alle Formel-1-Fahrzeuge des Jahres 2023 ist der Red Bull Racing RB19 ein hinterradangetriebener Monoposto mit einem Monocoque aus kohlenstofffaserverstärktem Kunststoff (CFK). Außer dem Monocoque bestehen auch viele weitere Teile des Fahrzeugs, darunter die Karosserieteile und das Lenkrad aus CFK. Auch die Bremsscheiben sind aus einem mit Kohlenstofffasern verstärkten Verbundwerkstoff.

### Motor und Getriebe
Der RB19 hat einen 1,6-Liter-V6-Motor von Honda, der 805 kW (1100 PS) bei 15.000/min leistet. Dieser Motor ist ein turbogeladener Mittelmotor. Zusätzlich hat das Fahrzeug einen 120-kW-Elektromotor, es ist also ein Hybridelektrokraftfahrzeug. Die Entwicklung der Antriebe ist seit Saisonstart 2022 für drei Jahre eingefroren werden, da die neue Generation aus Kostengründen erst für 2026 eingeführt werden soll. Die Kraft überträgt ein sequentielles, mit Schaltwippen betätigtes Achtganggetriebe (+ Rückwärtsgang) von Red Bull Racing. Das Fahrzeug hat nur zwei Pedale, ein Gaspedal (rechts) und ein Bremspedal (links). Genau wie viele andere Funktionen wird die Kupplung, die nur beim Anfahren aus dem Stand verwendet wird, über einen Hebel am Lenkrad bedient.

### Reifen
Seit der Saison 2022 ist der Wagen, wie alle Formel-1-Boliden, mit 305 mm breiten Vorderreifen und mit 405 mm breiten Hinterreifen des Einheitslieferanten Pirelli ausgestattet, die auf 18-Zoll-Rädern montiert sind. Pirelli stellt neben den P-Zero-Slick-Reifen auch Cinturato-Intermediates und Full-Wets für Nässe zur Verfügung. Für jedes Rennwochenende stellt Pirelli auf die Rennstrecke angepasste Reifenmischungen bereit und gibt Empfehlungen für die optimale Nutzungsdauer. Die Anzahl der zur Verfügung gestellten Reifen ist dabei vom Reglement vorgeschrieben. Ausnahmen bilden Rennen, die als Regenrennen deklariert sind. Seit 2023 gibt es sechs verschiedene Slicks (im Vergleich 2022, fünf) mit den Bezeichnungen C0 bis C5, wobei C0 die härteste und C5 die weichste Mischung (englisch Compound, daher das C) darstellt. Die für die Saison 2023 überarbeiteten Regenreifen werden in zwei Kategorien Wet (blau) und Intermediate (grün) nach deren Wasserverdrängung pro Minute bei 300 km/h unterschieden. Intermediate verdrängt ca. 30 l/s und der Wet erreicht 85 l/s. Die Anzahl der zur Verfügung gestellten Reifen pro Auto ist begrenzt auf 13 Sätze Slicks und bei Bedarf sieben Sätze Regenreifen bei den meisten Rennen:
- Hard: 2 Sätze
- Medium: 3 Sätze
- Soft: 8 Sätze
- Intermediate: 4 Sätze
- Wet: 3 Sätze

Nach jeder Trainingssession müssen die Teams pro Fahrer zwei Reifen mit der höchsten Rundenzahl abgeben, sodass zum Qualifying maximal sieben Reifensätze übrig bleiben. Erreicht ein Fahrer die 3. Qualifying Session (Q3), muss hierfür ein Soft-Reifen reserviert werden, der danach ebenfalls abgegeben werden muss. Im Rennen müssen mindestens zwei Reifenmischungen verwendet werden.
An den Wochenenden mit Sprintrennen (6 in diesem Jahr) gibt es sogar nur 12 Sätze Slicks:
- Hard: 2 Sätze
- Medium: 4 Sätze
- Soft: 6 Sätze
- Intermediate: 4 Sätze
- Wet: 3 Sätze

Am Freitag muss nach dem Training und am Abend jeweils einen Reifensatz abgegeben werden. Zudem dürfen im Qualifying nur Softs eingesetzt werden, es muss ein Satz für Q3 reserviert werden. Je ein weiterer Reifensatz mit der höchsten Rundenzahl muss nach dem 2. Training und dem Sprintrennen abgegeben werden.
An zwei Renn-Wochenenden wird ein neues Qualifying-Format getestet, an denen für Q1 Hard-, Q2 Medium- und Q3, Soft-Reifen gefahren werden müssen. Hier stehen dann folgende Reifen zur Verfügung:
- Hard: 3 Sätze
- Medium: 4 Sätze
- Soft: 4 Sätze

Die richtige Reifenstrategie ist nicht selten rennentscheidend und erfordert viel Erfahrung von dem eingespielten Team aus Fahrer, Renningenieur und Strategieabteilung.

### DRS
Der RB 19 hat, wie alle Formel-1-Fahrzeuge seit 2011, ein Drag Reduction System (DRS), das durch Flachstellen eines Teils des Heckflügels den Luftwiderstand des Fahrzeugs auf den Geraden verringert, wenn es eingesetzt werden darf. Auch das DRS wird mit einem Schalter am Lenkrad des Wagens aktiviert.

### Halo
Der RB 19 ist, wie für alle Formel-1-Fahrzeuge seit 2016 von der FIA vorgeschrieben, mit dem Halo-System ausgestattet, das einen zusätzlichen Schutz für den Kopf des Fahrers bietet.

### Updates
Nach der Sommerpause wird es keine Updates mehr für den RB19 geben, nur noch streckenspezifische Anpassungen. Das Augenmerk wird wegen des Budgetcaps und den Kürzungen der Windkanalzeiten vielmehr auf die Entwicklung des kommenden RB20 gelegt.

## Lackierung und Sponsoring
Der RB19 ist überwiegend in Dunkelblau und Gelb, jeweils in matten Farbtönen, lackiert. Im Unterschied zum Fahrzeug von Verstappen ist die Top-Kamera von Pérez zur besseren Unterscheidung im Rennen gelb lackiert.
Auf den beiden Seitenkästen ist groß der Softwarehersteller Oracle als Hauptsponsor zu sehen, weshalb das Team offiziell Oracle Red Bull Racing heißt. Des Weiteren werben Red Bull, BYBIT, e-Commerce-Anbieter ROKT, ExxonMobil (mit den Marken Esso und Mobil 1), Rauch, TAG Heuer, CDW, Siemens, Hewlett Pacard, die Grupo Carso (mit Claro, einem Markennamen in mehreren Staaten Lateinamerikas für Mobilfunknetze von América Móvil, dem zu Telmex gehörenden Internetprovider Infinitum und Telcel), Heinecken (Marke „Players 0.0“), Motorenlieferant Honda, Pirelli, PokerStars Casino auf dem Fahrzeug.

## Fahrer
Red Bull Racing tritt in der Saison 2023 erneut mit der Fahrerpaarung Sergio Pérez und Max Verstappen an. Verstappen bestreitet seine siebte vollständige Saison für das Team (seine achte insgesamt). Pérez bestreitet seine 3 Saison an seiner Seite.

## Ergebnisse

### Vereinfachte Darstellung
| Fahrer        | Nr.        | 1 | 2 | 3 | 4 | 5 | 6 | 7  | 8 | 9 | 10 | 11 | 12 | 13 | 14 | 15 | 16 | 17  | 18 | 19 | 20  | 21 | 22 | 23 | Punkte | Rang |
| ------------- | ---------- | - | - | - | - | - | - | -- | - | - | -- | -- | -- | -- | -- | -- | -- | --- | -- | -- | --- | -- | -- | -- | ------ | ---- |
| F1 WM 2023    | F1 WM 2023 |   |   |   |   |   |   |    |   |   |    |    |    |    |    |    |    |     |    |    |     |    |    |    | 860    | 1.   |
| M. Verstappen | 1          | 1 | 2 | 1 | 2 | 1 | C | 1  | 1 | 1 | 1  | 1  | 1  | 1  | 1  | 1  | 5  | 1   | 1  | 1  | 1   | 1  | 1  | 1  | 860    | 1.   |
| S. Pérez      | 11         | 2 | 1 | 5 | 1 | 2 | C | 16 | 4 | 6 | 3  | 6  | 3  | 2  | 7  | 2  | 8  | DNF | 10 | 4  | DNF | 4  | 3  | 4  | 860    | 1.   |

| Legende  | Legende            | Legende                                                          |
| Farbe    | Abkürzung          | Bedeutung                                                        |
| -------- | ------------------ | ---------------------------------------------------------------- |
| Gold     | –                  | Sieg                                                             |
| Silber   | –                  | 2. Platz                                                         |
| Bronze   | –                  | 3. Platz                                                         |
| Grün     | –                  | Platzierung in den Punkten                                       |
| Blau     | –                  | Klassifiziert außerhalb der Punkteränge                          |
| Violett  | DNF                | Rennen nicht beendet (did not finish)                            |
| Violett  | NC                 | nicht klassifiziert (not classified)                             |
| Rot      | DNQ                | nicht qualifiziert (did not qualify)                             |
| Rot      | DNPQ               | in Vorqualifikation gescheitert (did not pre-qualify)            |
| Schwarz  | DSQ                | disqualifiziert (disqualified)                                   |
| Weiß     | DNS                | nicht am Start (did not start)                                   |
| Weiß     | WD                 | zurückgezogen (withdrawn)                                        |
| Hellblau | PO                 | nur am Training teilgenommen (practiced only)                    |
| Hellblau | TD                 | Freitags-Testfahrer (test driver)                                |
| ohne     | DNP                | nicht am Training teilgenommen (did not practice)                |
| ohne     | INJ                | verletzt oder krank (injured)                                    |
| ohne     | EX                 | ausgeschlossen (excluded)                                        |
| ohne     | DNA                | nicht erschienen (did not arrive)                                |
| ohne     | C                  | Rennen abgesagt (cancelled)                                      |
| ohne     | keine WM-Teilnahme |                                                                  |
| sonstige | P/fett             | Pole-Position                                                    |
| sonstige | 1/2/3/4/5/6/7/8    | Punktplatzierung im Sprint-/Qualifikationsrennen                 |
| sonstige | SR/kursiv          | Schnellste Rennrunde                                             |
| sonstige | *                  | nicht im Ziel, aufgrund der zurückgelegten Distanz aber gewertet |
| sonstige | ()                 | Streichresultate                                                 |
| sonstige | unterstrichen      | Führender in der Gesamtwertung                                   |

### Detaillierte Darstellung inkl. Sprintrennen (SPR) und Hauptrennen (HAU)
| Pos                             | Fahrer        | Nr. | 1   | 2   | 3   | 4   | 4   | 5   | 6   | 7   | 8   | 9 | 10 | 10 | 11 | 12 | 13  | 13 | 14 | 15 | 16 | 17  | 18  | 18 | 19 | 19 | 20  | 21 | 21 | 22 | 23 | Punkte |
| ------------------------------- | ------------- | --- | --- | --- | --- | --- | --- | --- | --- | --- | --- | - | -- | -- | -- | -- | --- | -- | -- | -- | -- | --- | --- | -- | -- | -- | --- | -- | -- | -- | -- | ------ |
| Formel-1 Weltmeisterschaft 2023 |               |     |     |     |     |     |     |     |     |     |     |   |    |    |    |    |     |    |    |    |    |     |     |    |    |    |     |    |    |    |    |        |
| SPR                             | HAU           | SPR | HAU | SPR | HAU | SPR | HAU | SPR | HAU | SPR | HAU |   |    |    |    |    |     |    |    |    |    |     |     |    |    |    |     |    |    |    |    |        |
| 1.                              | M. Verstappen | 1   | 1   | 2   | 1   | 3   | 2   | 1   | C   | 1   | 1   | 1 | 1  | 1  | 1  | 1  | 1   | 1  | 1  | 1  | 5  | 1   | 2   | 1  | 1  | 1  | 1   | 1  | 1  | 1  | 1  | 575    |
| 2.                              | S. Pérez      | 11  | 2   | 1   | 5   | 1   | 1   | 2   | C   | 16  | 4   | 6 | 2  | 3  | 6  | 3  | DNF | 2  | 4  | 2  | 8  | DNF | DNF | 10 | 5  | 4  | DNF | 3  | 4  | 3  | 4  | 285    |

| Legende  | Legende            | Legende                                                          |
| Farbe    | Abkürzung          | Bedeutung                                                        |
| -------- | ------------------ | ---------------------------------------------------------------- |
| Gold     | –                  | Sieg                                                             |
| Silber   | –                  | 2. Platz                                                         |
| Bronze   | –                  | 3. Platz                                                         |
| Grün     | –                  | Platzierung in den Punkten                                       |
| Blau     | –                  | Klassifiziert außerhalb der Punkteränge                          |
| Violett  | DNF                | Rennen nicht beendet (did not finish)                            |
| Violett  | NC                 | nicht klassifiziert (not classified)                             |
| Rot      | DNQ                | nicht qualifiziert (did not qualify)                             |
| Rot      | DNPQ               | in Vorqualifikation gescheitert (did not pre-qualify)            |
| Schwarz  | DSQ                | disqualifiziert (disqualified)                                   |
| Weiß     | DNS                | nicht am Start (did not start)                                   |
| Weiß     | WD                 | zurückgezogen (withdrawn)                                        |
| Hellblau | PO                 | nur am Training teilgenommen (practiced only)                    |
| Hellblau | TD                 | Freitags-Testfahrer (test driver)                                |
| ohne     | DNP                | nicht am Training teilgenommen (did not practice)                |
| ohne     | INJ                | verletzt oder krank (injured)                                    |
| ohne     | EX                 | ausgeschlossen (excluded)                                        |
| ohne     | DNA                | nicht erschienen (did not arrive)                                |
| ohne     | C                  | Rennen abgesagt (cancelled)                                      |
| ohne     | keine WM-Teilnahme |                                                                  |
| sonstige | P/fett             | Pole-Position                                                    |
| sonstige | 1/2/3/4/5/6/7/8    | Punktplatzierung im Sprint-/Qualifikationsrennen                 |
| sonstige | SR/kursiv          | Schnellste Rennrunde                                             |
| sonstige | *                  | nicht im Ziel, aufgrund der zurückgelegten Distanz aber gewertet |
| sonstige | ()                 | Streichresultate                                                 |
| sonstige | unterstrichen      | Führender in der Gesamtwertung                                   |